# Amt Knesebeck
Das Amt Knesebeck war ein historisches Verwaltungsgebiet des Fürstentums Lüneburg bzw. des Königreichs Hannover. Übergeordnete Verwaltungsebene war seit 1823 die Landdrostei Lüneburg.

## Geschichte

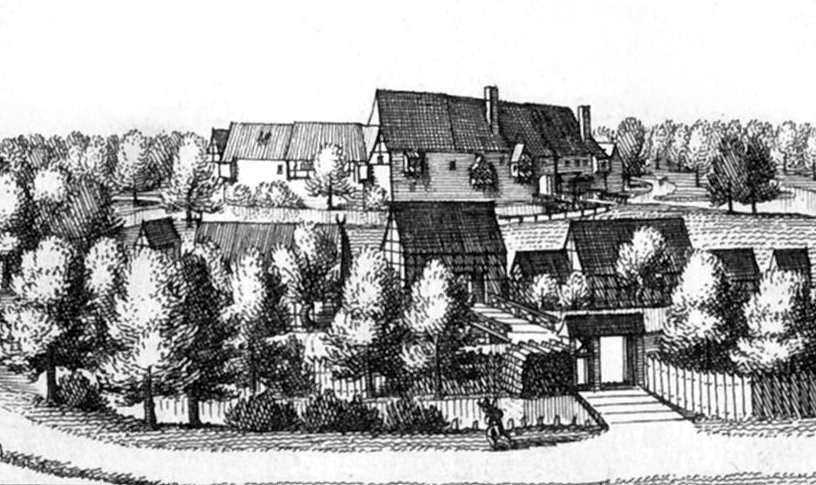
Burg Knesebeck als Amtshaus, Stich von Matthäus Merian, 1654

Das Amt Knesebeck entwickelte sich aus einem adeligen Herrschaftskomplex rund um die gleichnamige Burg, der 1343 durch die Lüneburger Herzöge erworben wurde. Das Amt war in den folgenden Jahrhunderten meist verpfändet. In losem Zusammenhang damit standen Schloss und Gericht Brome, das mit Ausnahme der Zivilgerichtsbarkeit ebenso wie das Patrimonialgericht Fahrenhorst nach der französisch-westphälischen Herrschaft in das Amt Knesebeck einbezogen wurde. 1841 wurde das Amt Knesebeck um die bisher zum Amt Gifhorn gehörige Vogtei Wahrenholz vergrößert. Sie wurde aber bereits 1852 in das Amt Isenhagen umgegliedert. Das adelige Gericht Brome wurde 1852 aufgehoben und ganz in das Amt Knesebeck eingegliedert. 1859 wurde das Amt Knesebeck aufgehoben und seine Gemeinden dem Amt Isenhagen zugelegt.

## Gemeinden
Bei seiner Aufhebung (1859) gehörten dem Amt Knesebeck folgende Gemeinden an:
| - Altendorf (*) - Benitz (*) - Boitzenhagen - Brome (*) - Croya (*) - Darrigsdorf - Ehra (*) - Erpensen - Eutzen - Fünfmühlen | - Gannerwinkel - Glüsingen - Hagen - Kakerbeck - Knesebeck - Küstorf - Lessien (*) - Lüben und Rumstorf - Mahnburg - Ohrdorf | - Plastau - Rade - Radenbeck - Schneflingen - Schönewörde - Stöcken - Suderwittingen - Teschendorf - Tülau und Fahrenhorst (**) - Voitze (*) | - Vorhop - Wiswedel (*) - Wittingen - Wollerstorf - Wunderbüttel - Zasenbeck - Zicherie (*) |

(*) Gericht Brome; (**) Gericht Fahrenhorst
- Karte mit allen verlinkten Seiten:
- OSM |
- WikiMap

## Amtmänner
- um 1610: Hermann Clamor von Mandelslo, Hauptmann zum Kniesebeck
- um 1803: Albrecht David Kotzebue (1754–1839), Amtmann
- 1814–1817: von der Horst, Amtmann
- 1818–1827: August von Lenthe, Drost
- 1828–1838: Ernst Georg August Friedrich von der Wense, Drost
- 1839–1846: August Ludewig Wilhelm Friedrich von Meding, Regierungsrat
- 1847–1850: Georg Otto Ludowieg, Amtmann
- 1851–1852: vakant
- 1853–1858: Adolf Wilhelm von Hinüber, Amtmann